# Idioma mbara
El mbara es una lengua amenazada del grupo chádico (Biu–Mandara), hablada en Chad.
- Datos: Q3912770